# Parabel (folyó)
A Parabel (oroszul: Парабель) folyó Oroszország Tomszki területén, a Nyugat-szibériai-alföldön, a Ob bal oldali mellékfolyója.
Nevének jelentése szölkup nyelven: 'nagy, sok'.

## Földrajz
Hossza: 308 km, (a Kjongával együtt 806 km), vízgyűjtő területe: 25 500 km², évi közepes vízhozama: 123 m³/s.
Két forráság, a Csuzik (382 km) és a Kjonga (498 km) összefolyásával keletkezik. Mindkettő a Tomszki terület déli részén, a Novoszibirszki terület határához közel, a Vaszjugan-mocsárból ered és északkelet felé folyik. Az Ob középső folyásának völgyét elérve, a folyó Parabel településnél két ágra bomlik: a rövidebb ág 7-8 km után éri el az Obot; a hosszabbik ág (több mint 80 km) az Ob völgyével párhuzamosan, északnyugat felé halad és Kargaszok közelében ömlik az Obba 
Lassú, kanyargós, alföldi folyó, alacsony partok között, mocsarakkal és tavakkal borított terepen halad. Vízgyűjtő területén az éghajlat kontinentális, meleg nyárral (a júliusi átlaghőmérséklet +18 C°) és hideg téllel.
A folyó november elején befagy és májusban szabadul fel a jég alól. Tavaszi áradása áprilisban kezdődik, májusban tetőzik és még júniusban is tart. Ilyenkor az Ob hatalmas víztömege a Parabel torkolati szakaszát 20-25 km-en át visszaduzzasztja.
Jelentősebb bal oldali mellékfolyója az Omelics (Amelics, 185 km) és a Csarusz (105 km).
Az 1990-es évek végén a folyón, a két járási székhelyt, Kargaszokot és Parabelt összekötő úton új közúti híd épült, melyet 2000-ben adtak át a forgalomnak.